# Radio Ognjišče
Radio Ognjišče (slov. Radio Ognjište), slovenska radijska postaja s pretežno vjerskim programom. Utemeljena je 1994., a sadržaj odašilje iz Ljubljane.
Radio u obavijesnom programu izvješćuje o svim važnijim događajima iz života Katoličke Crkve u Sloveniji, kao i sveopće Crkve. Uz glazbeni, obrazovni i zabavni program, odlika radija je uporaba standardnog slovenskog jezika. Radio se djelomično financira iz dobrovoljnih priloga svojih prijatelja (PRO – Prijatelji Radia Ognjišče). Suorganiztator je godišnjeg festivala suvremene popularne duhovne glazbe »Ritem srca« (slov. Ritam srca), u Cankarjevom domu u Ljubljani.
Među najslušanijim je radijskim postajama u Sloveniji.